# Сантарем (сир)
Сантарем (порт. Santarém) — сорт сиру, який виробляють з козячого молока в деяких районах Португалії, особливо в окрузі Сантарен і Серра-ді-Санту-Антоніу. Його вживають дозрілим, у вигляді невеликих циліндричних порцій вагою до 150 г, після того як він протягом деякого часу просочиться оливковою олією.
Назва сиру походить від міста Сантарен (столиці історичної провінції Рібатежу), яке розташоване за 180 км на північ від Лісабона.